# Prachometský kopec
Prachometský kopec (německy Prochomuth Berg) je vrch v Tepelské vrchovině s nadmořskou výškou 780,3 metrů. Zvedá se nad východojihovýchodním okrajem vesnice Prachomety zhruba šest kilometrů jihozápadně od Toužimi. Svým tvarem vrchu s dvěma vrcholy je spolu se sousedním Třebouňským vrchem dominantou Toužimska a Toužimské plošiny. Pro svůj charakteristický tvar byl kopec v minulosti lidově nazýván Brýlemi.[zdroj?]
Kopec je tvořený vyvřelou horninou latitem (trachyandezitem). Vrcholy jsou dnes zalesněné smrkovou monokulturou. Východnější nižší vrchol má nadmořskou výšku 762 metrů. Koncem šedesátých let 20. století vybudovala sovětská armáda na kopci telekomunikační věž, která je dnes již odstraněná.[zdroj?]
Na severozápadním úpatí kopce se rozkládají Prachomety, po nichž je kopec nazván. Rovněž se zde nachází prameniště řeky Střely. Na východní straně kopce se nachází starý kamenolom.